# Alsea (település)
Alsea az Amerikai Egyesült Államok északnyugati részén, Oregon állam Benton megyéjében, a 34-es út és az Alsea folyó mentén elhelyezkedő statisztikai- és önkormányzat nélküli település. A 2010. évi népszámláláskor 164 lakosa volt. Területe 0,39 km², melynek 100%-a szárazföld.

## Történet
A település nevét a közeli Alsea-folyóról kapta; ez utóbbit az „Alsi” (másképpen „Ulseah” vagy „Alsiias”) indián törzs hibásan ejtett névalakja után hívják így; ők a folyó torkolatánál éltek. Európaiak először 1855-ben jelentek meg területükön; ekkor a felfedező generális térképén ekkor tüntették fel az „Alseya Settlement” („Alseya település”) nevet. A helyi postahivatalt 1871-ben alapították.
A földadományozási törvény következtében az 1850-es évek elején a Willamette-völgyből átvándorolt emberek jelentek meg itt. A térség gazdasága korábban a faiparra épült; a település ma a horgászok kedvelt helye, ugyanis szivárványos pisztrángok nagyobb populációját figyelték meg, ezen felül a környék a kerékpárosok preferált pihenőhelye is.

### A fedett híd
Alseától nem messze található a Hayden híd, amelyet 1979-ben felvettek a Történelmi Helyek Nemzeti Jegyzékébe. A híd a Hayden Road és a 34-es út a településtől 3 km-re nyugatra lévő kereszteződésének forgalmát vezeti át a folyón.

## Éghajlat
A térség nyarai melegek (de nem forróak) és szárazak; a havi maximum átlaghőmérséklet 22 °C. A Köppen-skála alapján a város éghajlata meleg nyári mediterrán (Csb-vel jelölve). A legcsapadékosabb a november–január, a legszárazabb pedig a július–augusztus közötti időszak. A legmelegebb hónap július és augusztus, a leghidegebb pedig december.
| Hónap                                   | Jan. | Feb. | Már. | Ápr. | Máj. | Jún. | Júl. | Aug. | Szep. | Okt. | Nov. | Dec.  | Év    |
| --------------------------------------- | ---- | ---- | ---- | ---- | ---- | ---- | ---- | ---- | ----- | ---- | ---- | ----- | ----- |
| Rekord max. hőmérséklet (°C)            | 13,0 | 16,0 | 18,0 | 28,0 | 34,0 | 33,0 | 35,0 | 32,0 | 28,0  | 20,0 | 17,0 | 13,0  | 35,0  |
| Átlagos max. hőmérséklet (°C)           | 7,9  | 10,0 | 10,1 | 13,0 | 16,5 | 18,9 | 23,6 | 23,3 | 20,7  | 14,1 | 9,6  | 5,7   | 14,5  |
| Átlaghőmérséklet (°C)                   | 6,2  | 6,6  | 6,3  | 8,2  | 11,2 | 13,8 | 16,8 | 16,8 | 14,5  | 10,2 | 6,9  | 3,2   | 10,1  |
| Átlagos min. hőmérséklet (°C)           | 2,4  | 2,1  | 2,5  | 3,4  | 5,6  | 8,6  | 9,9  | 10,3 | 8,8   | 6,2  | 4,2  | 0,6   | 5,4   |
| Rekord min. hőmérséklet (°C)            | −4,0 | −8,0 | −3,0 | −3,0 | −1,0 | 3,0  | 4,0  | 4,0  | 4,0   | −1,0 | −2,0 | −12,0 | −12,0 |
| Átl. csapadékmennyiség (mm)             | 377  | 284  | 283  | 175  | 103  | 61   | 17   | 28   | 72    | 166  | 354  | 414   | 2334  |
| Forrás: Western Regional Climate Center |      |      |      |      |      |      |      |      |       |      |      |       |       |

## Népesség
A 2010-es népszámláláskor  164 lakója, 63 háztartása és 43 családja volt. A népsűrűség 420,5 fő/km2. A lakóegységek száma 82, sűrűségük 210,3 db/km2. A lakosok 94,5%-a fehér,  1,2%-a indián,   0,6%-a egyéb, 3,7%-a pedig kettő vagy több etnikumú. A spanyol vagy latino származásúak aránya 9,1% (5,5% mexikói, 0,6% Puerto Ricó-i,  3% egyéb spanyol vagy latino származású.)
A háztartások 31,7%-ában élt 18 évnél fiatalabb. 49,2% házas, 14,3% egyedülálló nő, 4,8% egyedülálló férfi, 31,7% pedig nem család. 23,8% egyedül élt; 7,9%-uk 65 éves vagy idősebb. Egy háztartásban átlagosan 2,6 személy élt; a családok átlagmérete 3,14 fő.
A medián életkor 40 év volt. Lakóinak 23,8%-a 18 évesnél fiatalabb, 4,9% 18 és 24 év közötti, 24,4%-uk 25 és 44 év közötti, 29,2%-uk 45 és 64 év közötti, 14%-uk pedig 65 éves vagy idősebb. A lakosok 47,6%-a férfi, 52,4%-a pedig nő.

## Fordítás
Ez a szócikk részben vagy egészben  az   Alsea, Oregon című angol Wikipédia-szócikk ezen változatának fordításán alapul.  Az eredeti cikk szerkesztőit annak laptörténete sorolja fel. Ez a jelzés csupán a megfogalmazás eredetét és a szerzői jogokat jelzi, nem szolgál a cikkben szereplő információk forrásmegjelöléseként.